# Serra del Mig (la Riba)
La Serra del Mig o el Puig de Marc és una serra situada al municipi de la Riba a la comarca de l'Alt Camp, amb una elevació màxima de 690 metres.

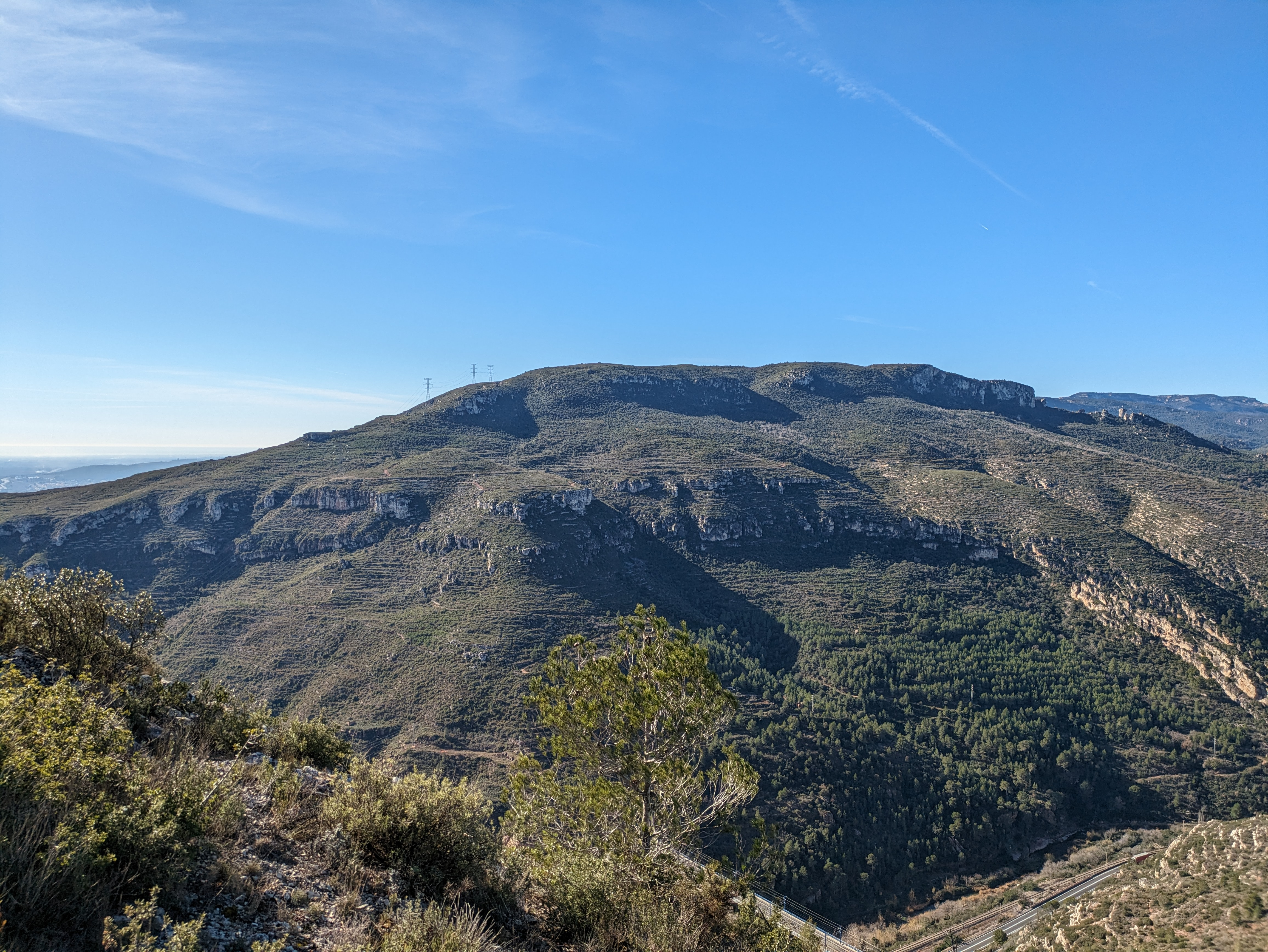
La Serra del Mig vista des del Puigcabrer

## Cabanes i masos del Puig de Marc
En aquesta serra al seu cim hi ha el Mas del Puig de Marc, ja en runes. La era del Puig de Marc molt característica i el pou del Puig.
Hi ha altres masos i cabanes repartits per la muntanya com: Corral de Marc, Corral de l'Annet, Corral del Bresca, Mas del Toio, Mas del Sant Pare, Mas de Peüller, Mas de la Font de Pasqual, Mas de Ferrer, Mas de Cagabanyot, Mas de Besora,

## Maquis
Als anys 40, les Muntanyes de Prades i Montsant van ser escenari d’activitat dels maquis, sobretot en els primers anys posteriors a 1940. Es van utilitzar com a emmagatzematge d’armes, aprofitant el territori, les coves i refugis naturals com l'entorn del Mas del Puig del Marc, l'avenc del Puig.
Grups destacats:
- Els Patacons: liderats per figures com Ramon Roig (“Patacó”), van operar a Montsant, Prades i zones pròximes a La Riba. Inicialment tenien una orientació de supervivència, però a mesura que la repressió franquista va augmentar, van acabar implicats en actituds violentes per finançar-se, fins que van ser abatuts o detinguts el 1948.[6]
- Grups comunistes (“Teixidó”, “Cisquet d’Olot”): formacions organitzades pel Partit Comunista que van recolzar-se en l’experiència de la resistència francesa i tenien com a objectiu atacs directes al règim franquista. Es movien per la zona de Prades i La Riba amb intenció política, no sols de supervivència.[7]

Alguns maquis, vinculats a l’Agrupació Guerrillera de Llevant i Aragó (AGLA) i al grup AFARE, van establir campament prop de La Riba, mantenint connexions amb masies i poblacions properes, i recollint armes per futurs atacs (com un robatori frustrat a Selva del Camp i plans d’atemptats)